# NGC 3206
NGC 3206 este o galaxie spirală situată în constelația Ursa Mare. A fost descoperită în 8 aprilie 1793 de către William Herschel. Se află la o distanță de 18,88 megaparseci de Pământ.